# Шквариков, Вячеслав Алексеевич
Вячесла́в Алексе́евич Шква́риков (1908—1971) — советский архитектор, градостроитель, профессор, доктор архитектуры, многолетний руководитель ЦНИИП градостроительства, член-корреспондент Академии архитектуры и Академии строительства и архитектуры СССР, заслуженный архитектор РСФСР, лауреат Государственной премии, автор ряда книг по градостроительству.

## Биография
Родился 27 мая 1908 года в Купянске (ныне Харьковская область Украины). Учился в Харьковском художественном институте. В 1928 году переехал в Москву, где поступил во ВХУТЕИН на архитектурный факультет. В 1930 году институт был расформирован и оканчивал Шквариков уже Высший архитектурно-строительный институт, где в 1932 году он защитил диплом на тему «Социалистический город в системе „Большая Волга“». Творческую деятельность начал ещё в институте, разработал проект планировки Наро-Фоминска.
После окончания института его оставили в аспирантуре, зачислив на кафедру архитектурно-планировочного проектирования ассистентом. Вскоре его назначили деканом факультета. В аспирантуре под руководством Леонида Веснина совместно с другими аспирантами участвовал в разработке проектов радиостанции и четырёх жилых домов, построенных в 1934 году. В 1933 году в коллективе архитекторов принимал участие в конкурсе на лучший эскизный проект научно-технического выставочного комплекса — Дома Техники, проект бригады Архитектурно-строительного института, в которую входил и Шквариков, был отмечен как интересный и свежий. В этот Шквариков период начал научно-теоретическую деятельность в области архитектуры и планировки городов, которую и вёл до конца жизни.
В 1933 году Вячеслав Шквариков был направлен в планировочную мастерскую Моссовета № 9 заместителем руководителя, совмещал авторскую проектную работу с учёбой в аспирантуре и педагогической деятельностью. С 1933 по 1937 год им был разработан ряд проектов жилых домов, в дальнейшем воплотившихся в строительстве, а также проекты планировки и застройки ряда территорий Москвы и прилегающих районов. Среди них проект планировки и застройки рабочего посёлка, Клязьминского загородного парка, эскизный проект планировки Юго-Западного района Москвы, планировки нового района Москвы на 200 тысяч жителей «Октябрьское поле — Серебряный бор», проект планировки лесопаркового пояса Москвы (совместно с В. В. Бабуровым).
Окончив аспирантуру, в 1938 году Шквариков защитил диссертацию «Планировка городов России в XVIII и начале XIX века». В 1939 году на основе диссертации была издана книга.
С 1938 года Вячеслав Шквариков становится руководителем кабинета градостроительства Академии архитектуры СССР. С 1940 года — начальником Главного управления учреждениями изобразительных искусств. После начала Великой Отечественной войны руководил эвакуацией художественных ценностей государственных музеев Москвы и Ленинграда.
С января 1944 года — заместитель председателя Комитета по делам архитектуры при СНК СССР и одновременно начальник Управления по делам архитектуры при СНК РСФСР. Внёс значительный вклад в восстановление 15 исторических городов России, разрушенных в ходе войны. Для выполнения этой работы ему было предоставлено право отзывать с фронта необходимых архитекторов. Работа по восстановлению продолжалась и после окончания войны. В качестве основного принципа после долгих обсуждений и споров было выбрано использование современных решений, по возможности сохраняя, историческую основу городов.
В 1952 году вернулся к педагогической деятельности, преподавал в МАрхИ.
В 1956 году решением президиума Академии строительства и архитектуры СССР Шквариков был назначен директором Центрального научно-исследовательского института градостроительства и районной планировки. За время руководства Шкварикова институт выпустил несколько капитальных работ: «Застройка советских городов. Архитектурно-планировочные вопросы» (1957), «Планировка и застройка городов» (1956), «Основы районной планировки» (1960). Велись комплексные исследования в области планировки, застройки, благоустройства и озеленения городов, городских центров, экономики градостроительства, внешнего и внутригородского транспорта, проводились научные конференции по различным проблемам, велось практическое обследование городов.
В 1964 году научно-исследовательский институт градостроительства и государственный проектный институт «Горстройпроект» были объединены в Центральный научно-исследовательский и проектный институт градостроительства (ЦНИИП градостроительства) Госгражданстроя. Объединённую структуру возглавил Вячеслав Шквариков. Новый институт стал центром, координирующим все научно-исследовательские работы по градостроительству в СССР, а также научно-методическим центром для проектных организаций.
Капитальный четырёхтомный труд «Основы советского градостроительства», выпущенный институтом, обобщил теорию и практику советского градостроительства. В дальнейшем, развивая эту работу, институт выполнил цикл поисковых исследований по разработке «Прогнозов развития советских городов на базе социального и научно-технического прогресса» — попытка разработки путей градостроительства на ближайшие десятилетия. Вячеслав Шквариков являлся одним из основных авторов этой работы.
Учёные и проектировщики института участвовали в разработке генеральных планов Караганды, Иркутска, Фрунзе, Кабула, институт оказывал научно-методическую помощь при проектировании иных крупных городов СССР.
Вячеслав Шквариков участвовал в разработке генерального плана первой очереди строительства новой части Тольятти, и вместе с рядом других проектировщиков и архитекторов за эту работу посмертно был удостоен Государственной премии 1973 года.
Доктор архитектуры, профессор. Член-корреспондент Академии архитектуры и Академии строительства и архитектуры СССР. Заслуженный архитектор РСФСР. Награждён орденами Октябрьской Революции и Трудового Красного Знамени. Член КПСС с 1932 года. Проживал в Москве в Доме архитекторов.
Сын Юрий, погиб в Москве в 1965 году.

Могила Шкварикова на Введенском кладбище

Скончался 18 июня 1971 года, похоронен на 29 участке Введенского кладбища в Москве.

## Общественная деятельность
Ещё будучи студентом, в 1932 году. Шквариков вступил во Всероссийское общество пролетарских архитекторов (ВОПРА), где руководил научным сектором. От Московской делегации ВОПРА избирался делегатом на Всеукраинский съезд. После роспуска художественных группировок участвовал в организации Союза советских архитекторов, членом которого был с первых дней.
Член правления и заместитель председателя Московского отделения Союза архитекторов в 1933—1941 годах. Член градостроительной секции Московского отделения Союза архитекторов. В 1955 году являлся председателем правления Московского отделения Союза архитекторов. В апреле 1956 года был избран членом правления и секретарём Союза архитекторов СССР.